# Imposto direto
O imposto direto em geral, refere-se a um imposto diretamente pago ao governo ou administração fiscal, cobrado sem intermediação de consumidores ou firma, e que incide por norma diretamente sobre o rendimento apurado. A tributação direta é geralmente declarativa, que é estabelecida tanto pelo indivíduo ou por terceiros em seu nome no caso de retenção na fonte. Alguns exemplos de impostos diretos em Portugal são o IRS, o IRC ou o IMI.

## Significado geral
No sentido geral, um imposto direto é pago por parte das pessoas (jurídicas ou naturais) diretamente ao governo a quem é imposto (muitas vezes acompanhada de uma declaração fiscal apresentada pelo contribuinte). Alguns impostos incidem sobre o rendimento, outros sobre entes corporativos e alguns incidem também sobre transferências, tais como impostos sobre herança e imposto sobre doações. Neste sentido, um imposto direto, contrastado com um imposto indireto ou "recolhido", é "coletado" diretamente sem a ação de um intermediário. Alguns analistas argumentam que "um imposto direto é aquele que não pode ser transferido pelo contribuinte para outra pessoa, ao passo que um imposto indireto o pode."